# Гауди, Антонио
Анто́ни Пла́сид Гилье́м Гауди́-и-Корне́т (также Анто́нио; кат. Antoni Plàcid Guillem Gaudí i Cornet [ənˈtɔni ɣəu̯ˈði i kuɾˈnɛt], исп. Antonio Plácido Guillermo Gaudí y Cornet; 25 июня 1852, Реус, Каталония — 10 июня 1926, Барселона) — испанский архитектор, большинство проектов которого, включая самую масштабную его постройку, храм Святого Семейства, возведено в Барселоне.
Изначально прохладно относившийся к католической церкви Гауди с течением жизни становился все более набожным, что отразилось в религиозных мотивах многих его работ. Благодаря этому он получил прозвище «Божий архитектор». В 2003 году в Архиепархии Барселоны было открыто дело о причислении архитектора к лику святых. 14 апреля 2025 года папа римский Франциск присвоил Антонио Гауди статус досточтимого слуги Божьего, что является первым шагом на пути к канонизации.

## Биография

### Семья
Антонио Гауди-и-Корнет родился 25 июня 1852 года в небольшом городке Реус, недалеко от Таррагоны, в Каталонии. По другим сведениям, местом рождения являлся Риудомс — местечко, расположенное в 4 км от Реуса, где у его родителей был небольшой загородный дом. Он был пятым, младшим, ребёнком в семье котельных дел мастера Франсеска Гауди-и-Серра и его жены Антонии Курнет-и-Бертран. Именно в мастерской отца, по признанию самого архитектора, в нём пробудилось ощущение пространства. Два брата Гауди умерли во младенчестве, третий брат скончался в 1876 году, а вскоре после этого умерла и мать. В 1879 году умерла и его сестра, оставив на попечение Гауди маленькую дочь. Вместе с отцом и племянницей Гауди поселился в Барселоне, где в 1906 году скончался его отец, а спустя шесть лет — и слабая здоровьем племянница. Гауди никогда не был женат. Он с детства страдал ревматизмом, препятствующим играм с другими детьми, но не мешающим длительным одиночным прогулкам, к которым он питал пристрастие всю свою жизнь.

### Начало самостоятельной жизни
В семидесятых годах XIX века Гауди переехал в Барселону, где после пяти лет подготовительных курсов был принят в Провинциальную школу архитектуры, которую окончил в 1878 году.
В 1870—1882 годах Антони Гауди работал под началом архитекторов Эмилио Сала и Франциско Вильяра чертёжником, безуспешно участвуя в конкурсах; изучал ремесла, выполняя множество мелких работ (ограды, фонари и т. д.), проектировал также мебель для собственного дома.
Одними из первых проектов Гауди были: уличный фонарь для Королевской площади Барселоны, незавершённые газетные киоски, проекты кооператива Матаронина. На Парижской всемирной выставке 1878 года Гауди продемонстрировал витрину из кованого железа, дерева и стекла, изготовленную по заказу производителя перчаток Эстеве Комелья. Дизайн Гауди крайне впечатлил каталонского промышленника Эусеби Гуэля, который затем заказал некоторые из самых выдающихся работ Гауди.
В Европе в то время наблюдался необычайный расцвет неоготического стиля, и юный Гауди восторженно следовал идеям энтузиастов неоготики — французского архитектора и писателя Виолле-ле-Дюка (крупнейшего в XIX в. реставратора готических соборов, восстанавливавшего Собор Парижской Богоматери) и английского критика и искусствоведа Джона Рёскина. Провозглашённая ими декларация «Декоративность — начало архитектуры» полностью соответствовала собственным мыслям и представлениям Гауди, творческий почерк которого с годами становится уникален.
В период раннего творчества, отмеченный влияниями архитектуры Барселоны, а также испанского архитектора Марторела, строятся его первые, богато декорированные, относящиеся к раннему модерну, проекты: «стилистические близнецы» — нарядный Дом Висенс (Барселона) и причудливый Эль-Каприччо (Комильяс, Кантабрия); также компромиссный псевдобарочный Дом Кальвет (Барселона). Также в эти годы появляется проект в сдержанном готическом, даже «крепостном» стиле — Школа при монастыре Святой Терезы (Барселона), а также нереализованный проект зданий Миссии Францисканцев в Танжере; неоготические епископский дворец в г. Асторга (Кастилья, Леон) и Дом Ботинес (Леон).
Однако решающей для реализации замыслов молодого архитектора оказалась его встреча с Эусеби Гуэлем. Позднее Гауди стал другом Гуэля. Этот текстильный магнат, богатейший человек Каталонии, не чуждый эстетических озарений, мог позволить себе заказать любую мечту, а Гауди получил то, о чём мечтает каждый творец: свободу самовыражения без оглядки на смету.
Гауди выполняет для семейства Гуэль проекты павильонов усадьбы в Педральбесе близ Барселоны; винных погребов в Гаррафе, часовни и крипты Колонии Гуэль (Санта-Колома-де-Сервельо); фантастического Парка Гуэля и дворца Гуэля (Барселона).

### Известность
Скоро Гауди выходит за пределы доминирующих исторических стилей в пределах эклектизма XIX столетия, навсегда переселяясь в мир кривых поверхностей, чтобы сформировать собственный, безошибочно узнаваемый, стиль.
Дом фабриканта в Барселоне, так называемый Дворец Гуэля (Palau Güell), был ответом художника меценату. С завершением строительства дворца Антони Гауди перестал быть безымянным строителем, быстро став самым модным архитектором в Барселоне, вскоре превратился в «практически непозволительную роскошь». Для буржуа Барселоны он строил дома один необычнее другого: пространство, которое рождается и развивается, расширяясь и двигаясь, как живая материя — Дом Мила; живое трепещущее существо, плод причудливой фантазии — Дом Бальо.
Заказчики, готовые потратить на строительство половину состояния, изначально верили в гениальность архитектора, пролагающего новый путь в архитектуре.

### Личная жизнь
Гауди полностью посвятил себя архитектуре и всю жизнь был один. Известно, что он оказывал знаки внимания только одной женщине — Жозефе Моро, которая работала учительницей в рабочем кооперативе в Матаро — в 1884 году. Она не ответила взаимностью. После этого Гауди с головой ушёл в католичество. Считается, что архитектор был замкнутым и неприятным человеком, грубым и высокомерным. Однако те, кто был с ним близок, утверждали, что Гауди был верным другом, дружелюбным, вежливым и приятным в общении.
В молодости Гауди выглядел как денди, носил дорогие костюмы, его стрижка и борода всегда были безупречны. Он был гурманом, постоянно посещал театр и оперу, а строительные участки объезжал на собственном экипаже. В зрелом возрасте архитектор перестал следить за своей внешностью, неопрятно одевался и питался очень скромно. На улице его иногда принимали за нищего.

### Смерть
7 июня 1926 года 73-летний Гауди вышел из дома, чтобы отправиться в свой ежедневный путь к церкви Сант-Фелип-Нери, прихожанином которой он был. Идя рассеянно по улице Гран-Виа-де-лас-Кортес-Каталанес между улицами Жирона и Байлен, он был сбит трамваем и потерял сознание. Извозчики отказывались везти в больницу неопрятного, неизвестного старика без денег и документов, опасаясь неуплаты за поездку. В конце концов Гауди доставили в больницу для нищих, где ему оказали лишь примитивную медицинскую помощь. Лишь на следующий день его нашёл и опознал капеллан храма Саграда-Фамилия Мосен Хиль Парес-и-Виласау. К тому времени состояние Гауди уже ухудшилось настолько, что даже лучшее лечение не могло ему помочь.
Гауди скончался 10 июня 1926 года и был похоронен двумя днями позже в крипте недостроенного им храма.

## Хронология построек
Стиль, в котором творил Гауди, относят к модерну. Однако фактически в своём творчестве он использовал элементы самых различных стилей, подвергая их творческой переработке. Постройки архитектора включают в себя сложные естественные, органичные формы и пространственные конструкции: гиперболоиды, коноиды и геликоиды. Творчество Гауди можно разделить на два периода: ранние постройки и постройки в стиле национального модерна (после 1900).
| 1882—не закончено | Искупительный храм Святого Семейства, Барселона — Всемирное наследие (№ 320bis, 2005)          |
| 1883—1888         | Дом Висенс, Барселона — Всемирное наследие (№ 320bis, 2005)                                    |
| 1883—1885         | Эль Каприччо, Комильяс (Кантабрия)                                                             |
| 1884—1887         | Павильоны усадьбы Гуэля, Педральбес (Барселона)                                                |
| 1886—1889         | Дворец Гуэля, Барселона — Всемирное наследие (№ 320bis, 1984)                                  |
| 1888—1894         | Школа при монастыре Святой Терезы, Барселона                                                   |
| 1889—1893         | Епископский дворец в г. Асторга, Кастилия (Леон)                                               |
| 1891—1892         | Дом Ботинес, Леон                                                                              |
| 1892—1893         | Миссия Францисканцев в Танжере (не построена)                                                  |
| 1895—1898         | Винные погреба Гуэля, Гарраф — Всемирное наследие (№ 320bis, 2005)                             |
| 1898—1900         | Дом Кальвет, Барселона                                                                         |
| 1898—1916         | Часовня и крипта Колонии Гуэля, Санта Колома де Сервелло — Всемирное наследие (№ 320bis, 2005) |
| 1900—1902         | Дом Фигерас по улице Бельэсгуард, Барселона                                                    |
| 1900—1914         | Парк Гуэля, Барселона — Всемирное наследие (№ 320bis, 1984)                                    |
| 1903—1910         | Сады Артигас, 130 км от Барселоны, предгорья Пиренеев                                          |
| 1902              | Вилла Катлларас, Ла-Побла-де-Лильет                                                            |
| 1901—1902         | Усадьба Миральяс                                                                               |
| 1904              | Склады кузнечной артели Бадиа                                                                  |
| 1904-1906         | Дом Бальо — Всемирное наследие (№ 320bis, 2005)                                                |
| 1905 (май)        | Проект гостиницы «Attraction», Нью-Йорк (не реализован)                                        |
| 1904—1919         | Реконструкция Кафедрального собора, Пальма де Мальорка                                         |
| 1906—1910         | Дом Мила («Каменоломня»), Барселона — Всемирное наследие (№ 320bis, 1984)                      |
| 1909—1910         | Приходская школа при храме Искупления Святого Семейства, Барселона                             |

## Факты из биографии Антонио Гауди
Кампания в поддержку причисления Гауди к лику святых ведётся с 1992 года. 14 апреля 2025 года папа римский Франциск присвоил Антонио Гауди статус досточтимого слуги Божьего, что является первым шагом на пути к канонизации. 

## Память
- Существует легенда, что такси в Барселоне имеют преимущественно чёрную (цвет траура) окраску (с добавлением жёлтого цвета — цвет стыда) в память о Гауди, которого отказались везти в больницу извозчики[12]. Однако чёрно-жёлтый цвет такси связан с проходившей в 1929 году в Барселоне выставкой, породившей большую конкуренцию между таксистами. Цвет полосы на такси указывал на стоимость, предлагаемую водителем, а мэрия ввела тариф — 60 центов за километр, соответствующий цене жёлтых такси[13][14][15].

- В 1984 год японский режиссёр Хироси Тэсигахара снял документальный фильм «Антонио Гауди»[16][17].

- 10 июня 2013 года, день смерти Гауди и Эдена Лехнера, был выбран как ежегодный Всемирный день модерна.

- 25 июня 2013 года интернет-поисковик Google отметил 161-ю годовщину со дня рождения Антони Гауди Doodle-логотипом на своей заглавной странице. Буквы в названии компании были стилизированы под узнаваемые образы из работ мастера[18].